# 維多利亞公園路
維多利亞公園路是加拿大安大略省多倫多東部的一條南北向道路。該道路是士嘉堡的西部邊界，將其與舊多倫多、東約克及北約克分開。

## 歷史

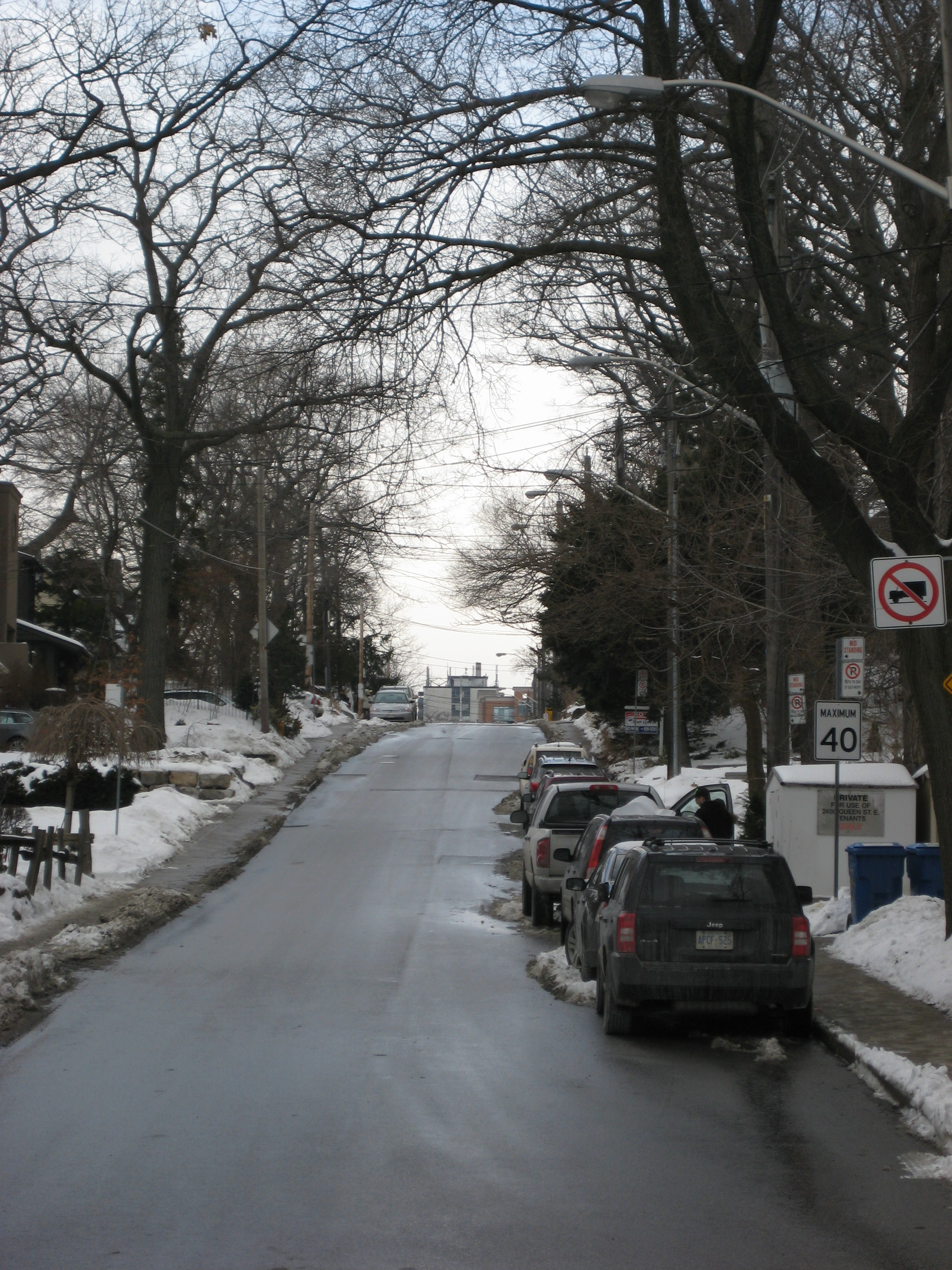
在沿士嘉堡懸崖的西邊延伸時，維多利亞公園路是一條狹窄的住宅街道

維多利亞公園路原本是士嘉堡早期定居拓荒者所建的道路。除了最南端的路段（蕨菜路以南）外，這條路是士嘉堡與東約克、北約克及舊多倫多的邊界。 
該道路得名於1878至1906年間在皇后街以南運營的維多利亞公園遊樂園。

## 路線概述
維多利亞公園路始於安大略湖附近的湖灘社區東端皇后街的一條兩車道住宅街道。在蕨菜路（Bracken Avenue）前轉為向西延伸，然後繼續直線向北延伸。
儘管交通繁忙，該道路是一條兩車道的住宅街道，經過蕨菜路以北至芝蘭街；在芝蘭街，它成為一條四車道的主幹道。從丹佛路以北的一點到道斯道（Dawes Road），它再次減為兩車道，然後在其余長度上恢復為四車道。在道斯道以北，它從一條住宅街道轉變為一條鄉郊主幹道，沿其其餘部分主要是商店及低層公寓樓。麥尼高路（McNicoll Avenue）以北是一條商業及輕工業混合的街道。
維多利亞公園路在萬錦市士刁士路以北不遠的丹尼遜街（Denison Street）結束。

## 運輸
維多利亞公園路一向是士嘉堡最繁忙的南北街道之一，其他街道還有萬錦道及堅尼地道。路上有地鐵維多利亞公園站。
歷史上，第一條為該街道提供服務的巴士是私人路線，沿道斯道運行，然後沿維多利亞公園路向北運行。這條路線於1954年被多倫多公車局接管，並提供北至維多利亞公園路及羅倫斯路的服務。1968年因地鐵維多利亞公園站啟用，公車局開通了24號維多利亞公園路巴士線，取代了維多利亞公園路上的道斯道巴士。它最初延伸至維多利亞公園路及舊雪柏路，但後來穩步向北延伸。隨著2002年地鐵雪柏線的開通，224號維多利亞公園路北巴士線從當妙斯站開往萬錦市。224號巴士線於2016年與24D號維多利亞公園支線恢復原來的路線，然後於2016年晚些時候被約克區公車局運營的24號活拜路巴士線取代。
同樣從1968年開始，12號京士頓道巴士線開始為維多利亞公園站以南的維多利亞公園路路段提供服務。該巴士從車站以南行駛至京士頓道，然後沿京士頓道向東轉向前往士嘉堡。它在Bingham Loop停靠，與503號京士頓道巴士線的終點站匯合。

## 地標
| 地標                                                                            | 路口                            | 圖像 |
| ------------------------------------------------------------------------------- | ------------------------------- | ---- |
| R. C. Harris Water Treatment Plant                                              | 皇后街                          |      |
| 麥尼路天主教學校（Neil McNeil Catholic Secondary School）                       | 蕨菜路（Bracken Avenue）        |      |
| Shoppers World Danforth                                                         | 丹佛路                          |      |
| 地鐵維多利亞公園站                                                              | 登頓路（Denton Avenue）         |      |
| Dentonia Park                                                                   | 登頓路                          |      |
| 艾靈頓廣場購物中心（Eglinton Square Shopping Centre）                           | 艾靈頓路                        |      |
| 聖猶大教堂（Church of St. Jude）                                                | 斯隆路（Sloane Avenue）         |      |
| 奧干拿上議員學校（Senator O'Connor College School）                             | 羅威納徑（Rowena Drive）        |      |
| 維多利亞公園書院（Victoria Park Collegiate Institute）                          | 卡珊卓道（Cassandra Boulevard） |      |
| 聖母領報天主堂（Annunciation of the Blessed Virgin Mary Roman Catholic Church） | 康伯米耳徑（Combermere Drive）  |      |
| 柏威商場（Parkway Mall）                                                        | 艾斯美道                        |      |
| 聖安德烈聖公會教堂（St. Andrew Anglican Church）                                | 地景道（Terraview Boulevard）   |      |
| Johnny's Charcoal Broiled Hamburgers                                            | 雪柏路                          |      |

## 外部連結
- Victoria Park Avenue at Google Maps